# 张家洼遗址
张家洼遗址，位于中国河北省保定市张家洼村，为保定市涞水县的一个省级文物保护单位，类型为古遗址，公布时间为1993年7月15日。
张家洼遗址的历史年代为西周、战国。